# Кубаси
Куба́си (рос. Кубасы, чув. Кăпас) — присілок у Чувашії Російської Федерації, у складі Юнгинського сільського поселення Моргауського району.
Населення — 364 особи (2010; 427 в 2002, 525 в 1979). Національний склад — чуваші, росіяни.

## Історія
Утворений 6 травня 1963 року шляхом об'єднання присілків Верхні Кубаси, Малі Кубаси та Нижні Кубаси. З початку заснування перебував у складі Ядрінського, а з 1964 року — у складі Моргауського району.

## Господарство
У присілку діють фельдшерсько-акушерський пункт, луб, бібліотека, 2 магазини.